# الدوري البلجيكي الدرجة الأولى 2015–16
الدوري البلجيكي لكرة القدم 2015–2016 هو الموسم رقم 113 للدوري البلجيكي الممتاز والذي يتنافس من خلاله 16 فريقًا. بدأ هذا الموسم في 24 يوليو 2015 وانتهى في مايو 2016. وفاز فريق كلوب بروج بلقب الموسم للمرة الرابعة عشر في تاريخه بعد أن فاز بلقبه الثالث عشر موسم 2004-2005.

## الفرق المشتركة والملاعب
| النادي           | الموقع      | الملعب              | السعة  |
| ---------------- | ----------- | ------------------- | ------ |
| جينت             | جينت        | غيلامكو أرينا       | 19,999 |
| كلوب بروج        | بروج        | يان برايدال         | 29,042 |
| أندرلخت          | بروكسل      | كونستانت فاندن ستوك | 28,063 |
| ستاندارد لييج    | لييج        | موريس ديفراسن       | 29,388 |
| شارلروا          | شارلروا     | باي دو شارلروا      | 14,967 |
| كورتريك          | كورتريك     | جولدن سبورن         | 9,399  |
| جينك             | جينك        | لومينوس أرينا       | 24,604 |
| لوكيرين          | لوكيرين     | داكنام              | 12,000 |
| ميشيلين          | ميشيلين     | آشتر دى كازيرن      | 13,213 |
| أوستينده         | أوستند      | ألبرت بارك          | 8,125  |
| فيسترلو          | فيسترلو     | هت كويبيي           | 8,294  |
| زولته فاريغيم    | فاريغيم     | ريغين بوغ           | 11,250 |
| موسكرون بيروفيلز | موسكرون     | لو كانونير          | 10,830 |
| فاسلاند بيفيرين  | بيفيرين     | فريتيل              | 13,290 |
| سينت ترويدن      | سينت ترويدن | ستاين               | 14,600 |
| آود هيفرلي لوفين | لوفين       | دن دريف             | 9,209  |

## الترتيب
| مفاتيح الألوان                                           |
| -------------------------------------------------------- |
| يتأهل إلى المباريات الفاصلة للبطولة.                     |
| يتأهل إلى المباريات الفاصلة المؤهلة إلى الدوري الأوروبي. |
| يهبط إلى دوري الدرجة الثانية.                            |

| #  | النادي           | لعب | فاز | تعادل | خسر | له | عليه | الفرق | النقاط |
| -- | ---------------- | --- | --- | ----- | --- | -- | ---- | ----- | ------ |
| 1  | كلوب بروج        | 30  | 21  | 1     | 8   | 64 | 30   | +34   | 64     |
| 2  | جينت             | 30  | 17  | 9     | 4   | 56 | 29   | +27   | 60     |
| 3  | أندرلخت          | 30  | 15  | 10    | 5   | 51 | 29   | +22   | 55     |
| 4  | أوستينده         | 30  | 14  | 7     | 9   | 55 | 44   | +11   | 49     |
| 5  | جينك             | 30  | 14  | 6     | 10  | 42 | 30   | +12   | 48     |
| 6  | زولته فاريغيم    | 30  | 12  | 7     | 11  | 51 | 50   | +1    | 43     |
| 7  | ستاندارد لييج    | 30  | 12  | 5     | 13  | 41 | 51   | -10   | 41     |
| 8  | شارلروا          | 30  | 10  | 9     | 11  | 36 | 39   | -3    | 39     |
| 9  | كورتريك          | 30  | 10  | 9     | 11  | 31 | 35   | -4    | 39     |
| 10 | ميشيلين          | 30  | 10  | 7     | 13  | 48 | 50   | -2    | 37     |
| 11 | لوكيرين          | 30  | 8   | 10    | 12  | 35 | 40   | -5    | 34     |
| 12 | فاسلاند بيفيرين  | 30  | 9   | 6     | 15  | 40 | 57   | -17   | 33     |
| 13 | سينت ترويدن      | 30  | 8   | 6     | 16  | 28 | 47   | -19   | 30     |
| 14 | موسكرون بيروفيلز | 30  | 7   | 9     | 14  | 39 | 51   | -12   | 30     |
| 15 | فيسترلو          | 30  | 7   | 9     | 14  | 35 | 59   | -24   | 30     |
| 16 | آود هيفرلي لوفين | 30  | 7   | 8     | 15  | 42 | 53   | 11-   | 29     |

 # = المركز , لعب = المباريات الملعوبة , فاز = عدد مباريات الفوز , تعادل = عدد مباريات التعادل , خسر = عدد مباريات الخسارة , له = الأهداف التي سجلها , عليه = الأهداف التي استقبلها , +/- = فارق الأهداف 

## المباريات الفاصلة للبطولة
تنصّف النقاط التي تم الحصول عليها في الدوري قبل بداية هذه المباريات مع جبر الفواصل. وبالتالي تبدأ الفرق بالنقاط التالية قبل بداية هذه المباريات:
| - كلوب بروج (32 نقطة) - جينت (30 نقطة) | - أندرلخت (28 نقطة) - أوستينده (25 نقطة) | - جينك (24 نقطة) - زولته فاريغيم (22 نقطة) |

وفييها يتأهل الفريق صاحب المركز الأول مباشرة لدوري أبطال أوروبا والفريق صاحب المركز الثاني يتأهل لتصفيات دوري أبطال أوروبا والفريق صاحب المركز الثالث يتأهل مباشرة للدوري الأوروبي والفريق صاحب المركز الرابع يتأهل للمباريات الفاصلة المؤهلة لدور التصفيات الثاني للدوري الأوروبي.
| # | النادي        | لعب | فاز | تعادل | خسر | له | عليه | الفرق | النقاط | ملاحظات                                                                 |
| - | ------------- | --- | --- | ----- | --- | -- | ---- | ----- | ------ | ----------------------------------------------------------------------- |
| 1 | كلوب بروج     | 10  | 7   | 1     | 2   | 25 | 9    | +16   | 54     | تأهل إلى دوري أبطال أوروبا - مرحلة المجموعات -                          |
| 2 | أندرلخت       | 10  | 6   | 1     | 3   | 15 | 16   | -1    | 47     | تأهل إلى تصفيات دوري أبطال أوروبا                                       |
| 3 | جينت          | 10  | 3   | 3     | 4   | 10 | 15   | -5    | 42     | تأهل إلى الدوري الأوروبي                                                |
| 4 | جينك          | 10  | 5   | 1     | 4   | 20 | 13   | +7    | 40     | تأهل إلى المباريات الفاصلة المؤهلة لدور التصفيات الثاني للدوري الأوروبي |
| 5 | أوستينده      | 10  | 3   | 2     | 5   | 14 | 19   | -5    | 36     |                                                                         |
| 6 | زولته فاريغيم | 10  | 1   | 2     | 7   | 11 | 23   | -12   | 27     |                                                                         |

## المباريات الفاصلة المؤهلة للدوري الأوروبي
في مجموعة التأهل للدوري الأوروبي 1 و2 فإنها تلعب على مجموعتين ويتأهل الفريقين صاحبي المركز الأول في المجموعتين لنهائي بينهم لتحديد المتأهل الثاني للعب التصفيات المؤهلة للدوري الأوروبي
وتحتوي المجموعة الأولى على فرق المركز السابع والتاسع والثاني عشر والرابع عشر، والمجموعة الثانية على فرق المركز الثامن والعاشر والحادي عشر والثالث عشر.

### المجموعة الأولى
| # | النادي           | لعب | فاز | تعادل | خسر | له | عليه | الفرق | النقاط | ملاحظات          |
| - | ---------------- | --- | --- | ----- | --- | -- | ---- | ----- | ------ | ---------------- |
| 1 | كورتريك          | 6   | 4   | 2     | 0   | 13 | 5    | +8    | 14     | تأهل إلى النهائي |
| 2 | ستاندارد لييج    | 6   | 3   | 1     | 2   | 8  | 5    | +3    | 10     |                  |
| 3 | موسكرون بيروفيلز | 6   | 1   | 2     | 3   | 5  | 8    | -3    | 5      |                  |
| 4 | فاسلاند بيفيرين  | 6   | 1   | 1     | 4   | 3  | 11   | -8    | 4      |                  |

### المجموعة الثانية
| # | النادي      | لعب | فاز | تعادل | خسر | له | عليه | الفرق | النقاط | ملاحظات          |
| - | ----------- | --- | --- | ----- | --- | -- | ---- | ----- | ------ | ---------------- |
| 1 | شارلروا     | 6   | 3   | 2     | 1   | 13 | 6    | +7    | 11     | تأهل إلى النهائي |
| 2 | لوكيرين     | 6   | 3   | 2     | 1   | 12 | 7    | +5    | 11     |                  |
| 3 | ميشيلين     | 6   | 2   | 1     | 3   | 7  | 14   | -7    | 7      |                  |
| 4 | سينت ترويدن | 6   | 0   | 3     | 3   | 4  | 9    | -5    | 3      |                  |

### النهائي
الفائزان من المجموعة الأولى والثانية - كورتريك وشارلروا - يتنافسان في هذه المباراة (ذهابًا وإيابًا) لملاقاة الفريق صاحب المركز الرابع في التصفيات المؤهلة للبطولة - جينك - لتحديد المتأهل إلى دور التصفيات الثاني في الدوري الأوروبي
| شارلروا           | 0-1 | كورتريك |
| ----------------- | --- | ------- |
| جيريمي بيربيه 90' |     |         |

| كورتريك      | 2-1 | شارلروا                              |
| ------------ | --- | ------------------------------------ |
| سيدي سار 74' |     | جيريمي بيربيه 53' · أمارا بابي 90+4' |

النتيجة النهائية: 3-1 لصالح فريق شارلروا

### مباراة تحديد المتأهل إلى دور التصفيات الثاني في الدوري الأوروبي
تلعب هذه المباراة ذهابًا وإيابًا بين الفريق الفائز من النهائي - شارلروا - والفريق صاحب المركز الرابع في التصفيات المؤهلة للبطولة - جينك -
| شارلروا                            | 0-2 | جينك |
| ---------------------------------- | --- | ---- |
| أمارا بابي 43' · جيريمي بيربيه 50' |     |      |

| جينك                                                                            | 1-5 | شارلروا           |
| ------------------------------------------------------------------------------- | --- | ----------------- |
| نيكولاوس كاريليس 20' (ركلة جزاء)، 56'، 71' · مبوانا علي ساماتا 27' · وولش 45+3' |     | جيريمي بيربيه 40' |

النتيجة النهائية: 5-3 لصالح فريق جينك

## الهدافون
| # | اللاعب            | النادي        | عدد الأهداف |
| - | ----------------- | ------------- | ----------- |
| 1 | جيريمي بيربيه     | شارلروا       | 24          |
| 2 | مباي لييي         | زولته فاريغيم | 20          |
| 3 | سفيان هاني        | ميشيلين       | 17          |
| 4 | عبد الله ديابي    | كلوب بروج     | 16          |
| 5 | ستيفانو أوكاكا    | أندرلخت       | 15          |
| 6 | غوهي سيرياك       | أوستينده      | 14          |
| 6 | جيلي فوسن         | كلوب بروج     | 14          |
| 6 | لوران ديبواتر     | جينت          | 14          |
| 9 | فريديريك جونونجبي | فيسترلو       | 13          |
| 9 | ناوليدج موسونا    | أوستينده      | 13          |
| 9 | سفين كومس         | جينت          | 13          |